# Lutjanus biguttatus
Lutjanus biguttatus es una especie de peces de la familia Lutjanidae en el orden de los Perciformes.

## Morfología
• Los machos pueden llegar alcanzar los 25 cm de longitud total.

## Alimentación
Come pescados y crustáceos.

## Hábitat
Es un pez de mar de clima tropical y asociado a los  arrecifes de coral que vive entre 3-36 m de profundidad.

## Distribución geográfica
Se encuentra desde las Islas Salomón hasta Sumatra y desde la Península del Cabo York (Australia) hasta las Filipinas al norte y las Maldivas al oeste.